# Мелих Махмутоглу
Мелих Махмутоглу (тур. Melih Mahmutoğlu; Истанбул, 12. мај 1990) турски је кошаркаш. Игра на позицији бека, а тренутно наступа за Фенербахче.

## Успеси

### Клупски
- Фенербахче:
  - Евролига (2): 2016/17, 2024/25.
  - Првенство Турске (7): 2013/14, 2015/16, 2016/17, 2017/18, 2021/22, 2023/24,2024/2025
  - Куп Турске (5): 2016, 2019, 2020, 2024, 2025.
  - Суперкуп Турске (3): 2013, 2016, 2017.

### Репрезентативни
- Медитеранске игре:  2013.